# 藏边蔷薇
藏边蔷薇（学名：Rosa webbiana）为蔷薇科蔷薇属下的一个种。

## 扩展阅读
- 維基物種上的相關：藏边蔷薇